# Чанг, Майкель
Майкель Чанг Рамирес (исп. Maikel Chang Ramírez; род. 18 апреля 1991[…], Гавана) — кубинский футболист, полузащитник клуба MLS «Реал Солт-Лейк». Бывший игрок сборной Кубы.

## Биография

### Карьера на Кубе
Свою карьеру в чемпионате Кубы Чанг начал в 2009 году в клубе «Индустриалес». Затем перешёл в «Сьюдад ла Гавана», где провёл ещё два сезона. Также он вызывался в различные сборные Кубы. В апреле-марте 2011 года в составе молодёжной сборной принимал участие в чемпионате КОНКАКАФ, а в октябре того же года был участником панамериканских игр в Гвадалахаре. За основную сборную Кубы дебютировал в феврале 2012 года, сыграв в трёх товарищеских матчах со сборными Ямайки (дважды) и Боливии.
В октябре того же года вместе со сборной он отправился в Торонто на матч отборочного турнира чемпионата мира 2014 против сборной Канады, однако перед матчем, вместе с тремя партнёрами по сборной и командным психологом, сбежал в США.

### Карьера в США
В начале 2013 года Чанг стал игроком клуба USL Pro «Чарлстон Бэттери», к которому также присоединились сбежавшие вместе с ним Одиснель Купер и Эвьель Кордовес. В составе «Чарлстон Бэттери» Чанг выступал на протяжении пяти лет и провёл 110 матчей, в которых забил 15 голов.
В 2018 году он подписал контракт с клубом «Реал Монаркс», являющимся фарм-клубом «Реал Солт-Лейк». В 2020 году перешёл в основной состав «Реал Солт-Лейк», выступающий в MLS. В главной лиге США дебютировал 17 июля 2020 года в матче Турнира MLS is Back против «Миннесоты Юнайтед», выйдя на замену на 79-й минуте вместо Кори Бэрда. 22 августа 2020 года в матче против «Колорадо Рэпидз» забил свой первый гол в MLS, а также отдал две голевые передачи.

## Достижения
Командные
«Реал Монаркс»
- Чемпион Чемпионшипа ЮСЛ: 2019